# Onosma tanaiticum
Onosma tanaiticum är en strävbladig växtart som beskrevs av Michail Klokov. Onosma tanaiticum ingår i släktet Onosma och familjen strävbladiga växter. Inga underarter finns listade i Catalogue of Life.